# Belle Plaine (Iowa)
Belle Plaine és una població dels Estats Units a l'estat d'Iowa. Segons el cens del 2000 tenia 2.878 habitants.

## Demografia
Segons el cens del 2000, Belle Plaine tenia 2.878 habitants, 1.212 habitatges, i 749 famílies. La densitat de població era de 344 habitants per km².
Dels 1.212 habitatges en un 29,9% hi vivien nens de menys de 18 anys, en un 49,5% hi vivien parelles casades, en un 8% dones solteres, i en un 38,2% no eren unitats familiars. En el 33,9% dels habitatges hi vivien persones soles el 20,6% de les quals corresponia a persones de 65 anys o més que vivien soles. El nombre mitjà de persones vivint en cada habitatge era de 2,32 i el nombre mitjà de persones que vivien en cada família era de 2,97.
Per edats la població es repartia de la següent manera: un 25,7% tenia menys de 18 anys, un 7,2% entre 18 i 24, un 26,6% entre 25 i 44, un 19,6% de 45 a 60 i un 20,8% 65 anys o més.
L'edat mediana era de 39 anys. Per cada 100 dones de 18 o més anys hi havia 86,3 homes.
La renda mediana per habitatge era de 36.316 $ i la renda mediana per família de 47.105 $. Els homes tenien una renda mediana de 31.750 $ mentre que les dones 24.966 $. La renda per capita de la població era de 16.321 $. Entorn del 3,3% de les famílies i el 7% de la població estaven per davall del llindar de pobresa.

## Poblacions més properes
El següent diagrama mostra les poblacions més properes.